# St.-Margarethen-Kirche (Vernawahlshausen)

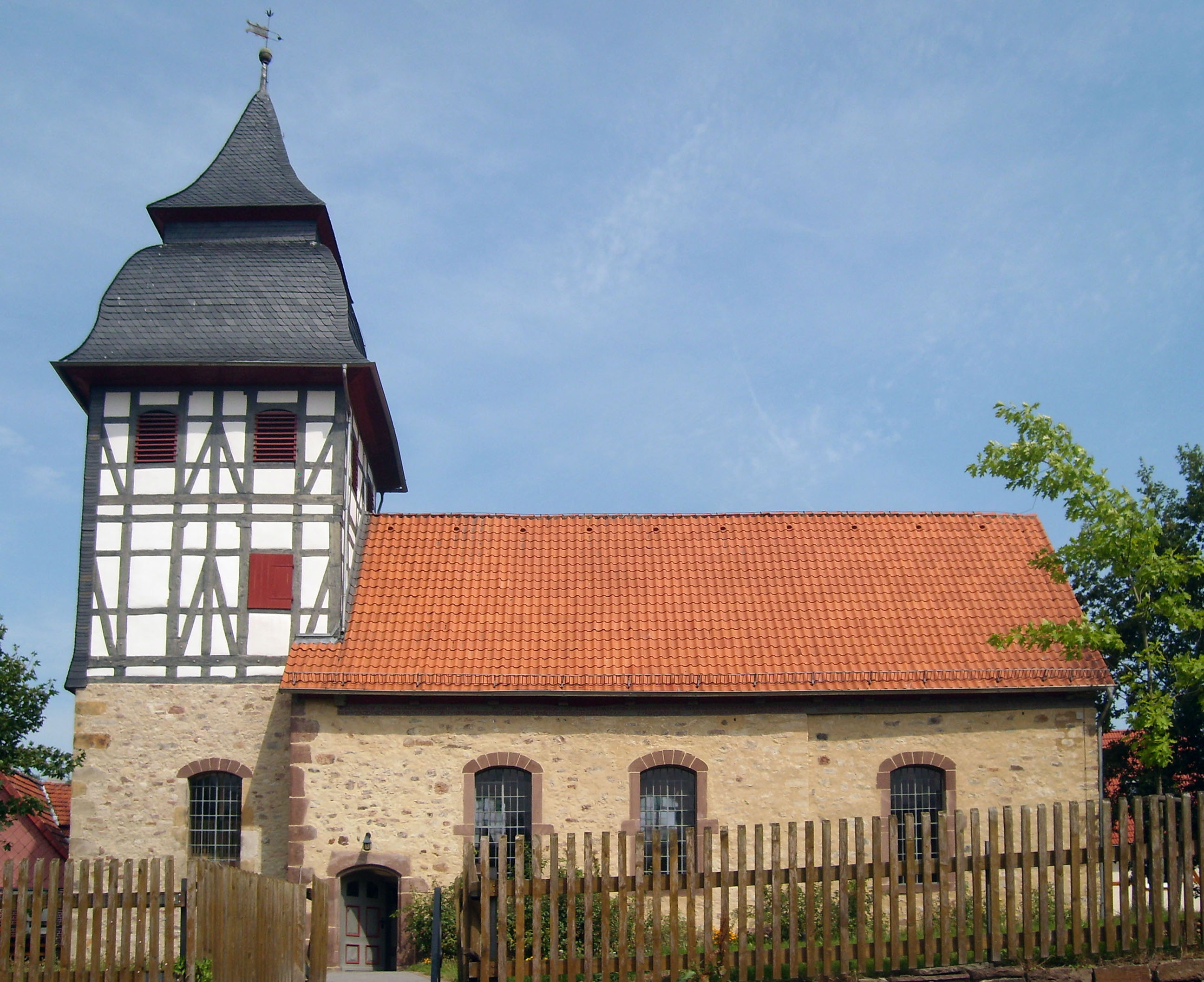
St. Margarethenkirche in der Dorfmitte von Vernawahlshausen.

Die St.-Margarethen-Kirche ist das älteste erhaltene Gebäude im Zentrum des Dorfes Vernawahlshausen, einer Ortschaft der hessischen Gemeinde Wesertal im Landkreis Kassel.

## Geschichte

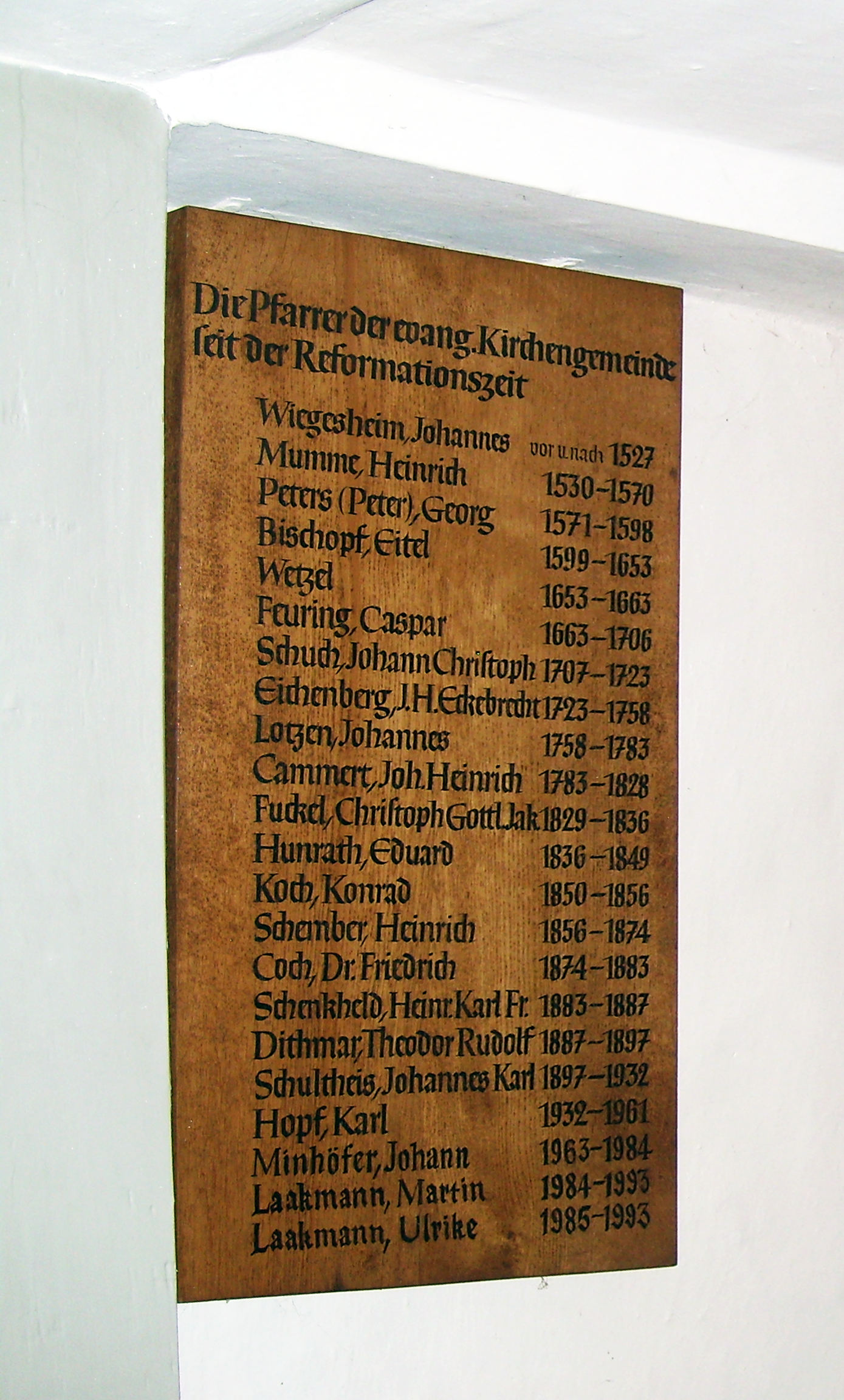
Eichenholztafel mit den Namen der Pfarrer seit der Reformationszeit bis 1993

Aus der zum Teil romanischen Bauweise kann geschlossen werden, dass die Kirche vor der ersten urkundlichen Erwähnung des Dorfs erbaut wurde. Der Überlieferung zufolge gab es einen noch älteren Vorgängerbau, eine angeblich im 10. Jahrhundert von Mönchen aus dem Kloster Corvey errichtete Kapelle, die der Heiligen Margareta von Antiochia geweiht war.
Patrone der Kirche waren bis 1293 die Herzöge von Braunschweig. Durch einen Gebietsaustausch kam das Patronat über die Kapelle danach zum Kloster Lippoldsberg. Im Jahre 1538 gelangte es nach Einführung der Reformation in Hessen und durch die Auflösung des Klosters Lippoldsberg in den Besitz des damaligen hessischen Landgrafen Philipp.
Seit der Reformationszeit ist die evangelische Kirchengemeinde Vernawahlshausen eine eigenständige Pfarrei. Die Namen der Pfarrer von 1527 bis 1993 sind im Inneren der St. Margarethenkirche auf einer Eichenholztafel aufgelistet.
Der barocke Fachwerk-Turmaufsatz stammt aus dem Jahr 1744.

## Altarraum

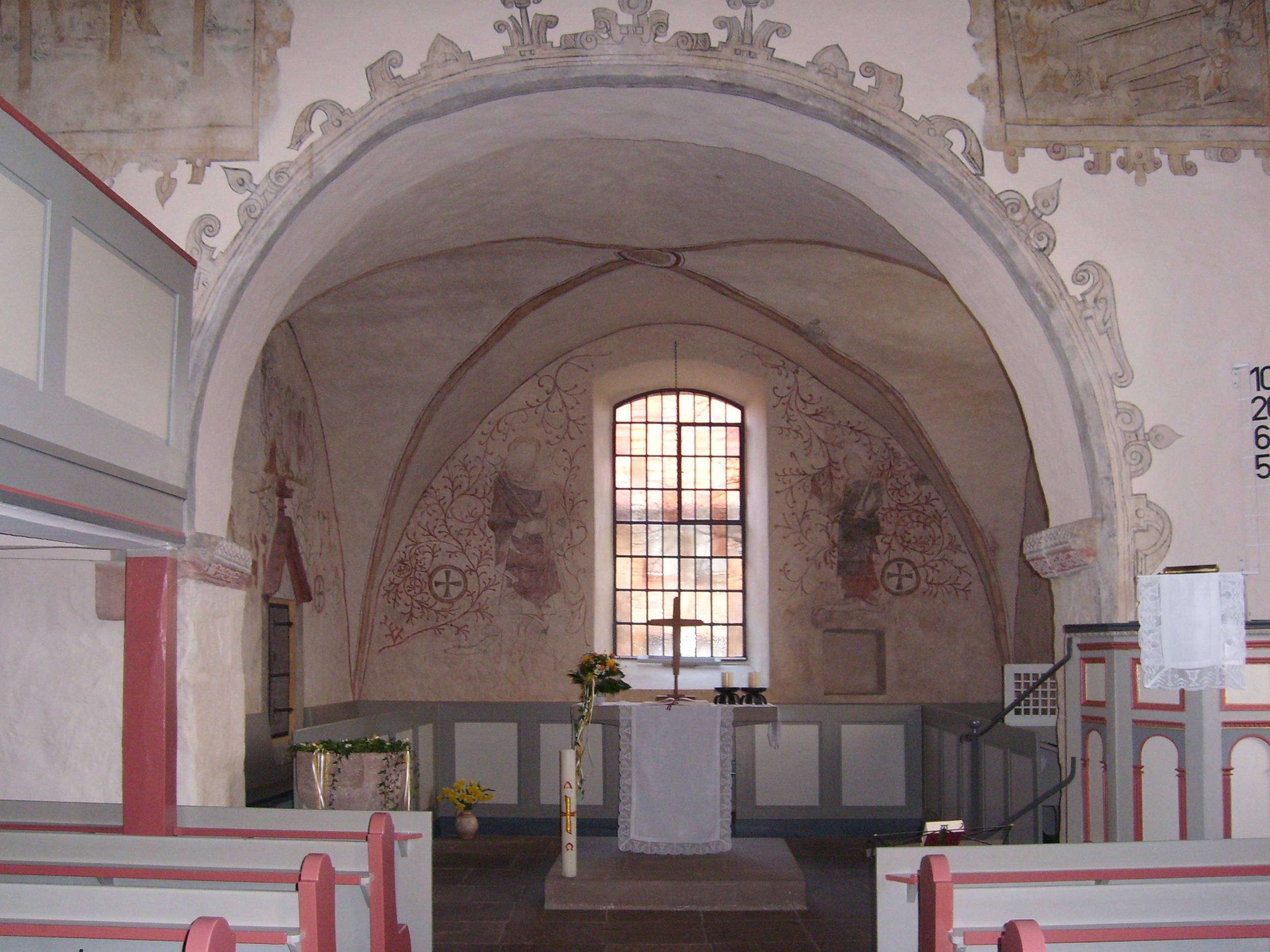
Blick in den Altarraum der St. Margarethen-Kirche in Vernawahlshausen.

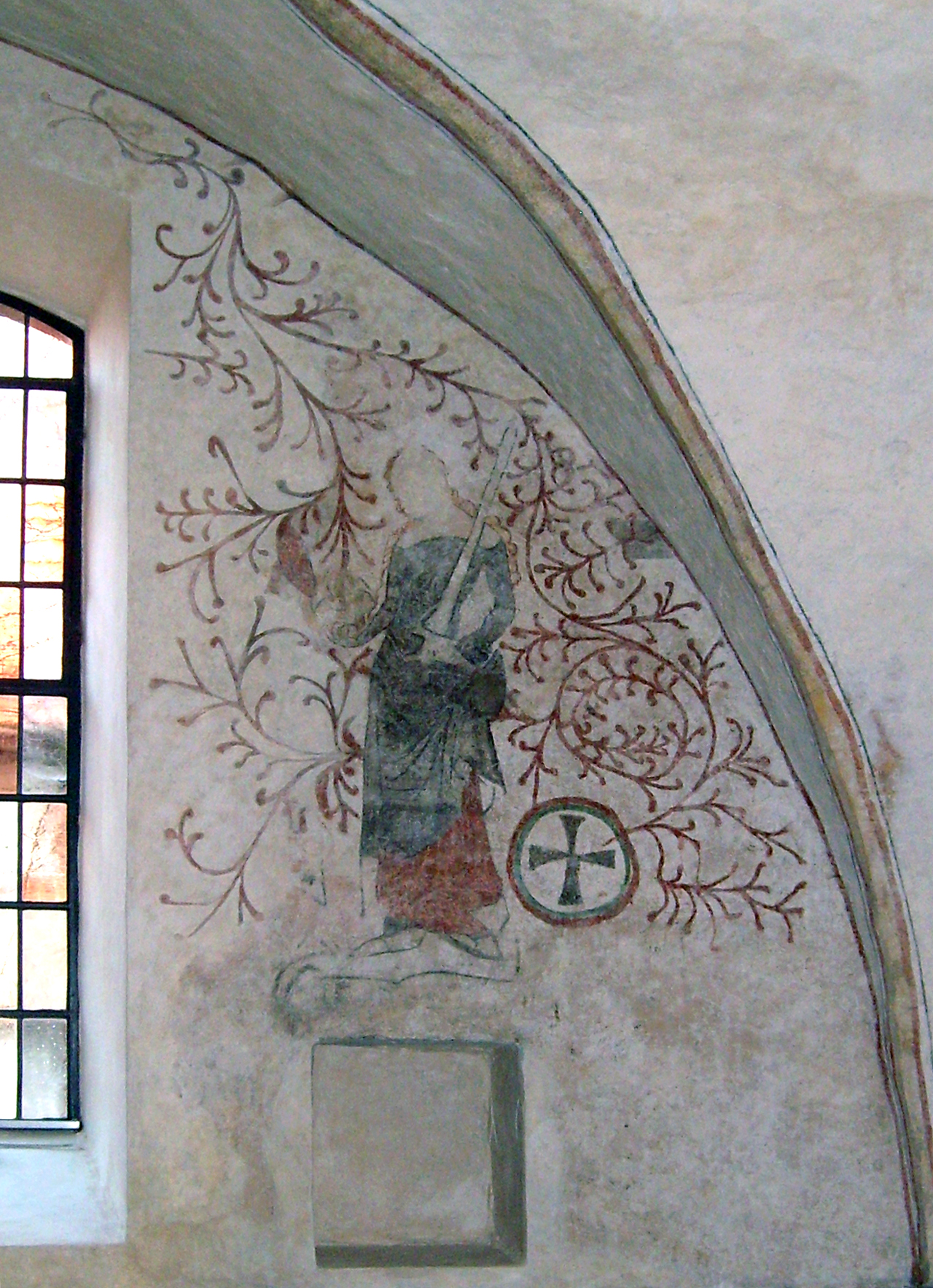
Freske der Heiligen Margareta von Antiochia.

Als ältester Teil der Kirche gilt in den Aufzeichnungen der Kirchengemeinde der quadratische Chor- oder Altarraum. Es wird vermutet, dass er als romanischer Chor mit einem Kreuzkappengewölbe um 1100 gebaut wurde. In ihm wurden 1955 bei Sanierungsarbeiten mittelalterliche Fresken entdeckt. Sie sollen 1605 auf Weisung des damals in Hessen-Kassel regierenden Landgrafen Moritz (Beiname „der Gelehrte“), der Anhänger der Calvinisten war, mit Kalkfarbe übertüncht worden sein.

## Fresken
Kunstgeschichtlich werden die Fresken in der Fachliteratur von „romanisch bis spätgotisch“ eingeordnet. Bei Untersuchungen im Vorfeld einer Sanierung der Fresken im Herbst 2005 beziehungsweise Winter 2006 zeigte sich aber, dass alle Motive spätgotischen Ursprungs (15. Jahrhundert) sind.
Die Fresken stellen überwiegend Motive aus der biblischen Geschichte dar.

## Historische Orgel
Die Orgel wurde in der ersten Hälfte des 19. Jahrhunderts von der Orgelbaufirma Johann Dietrich Kuhlmann (Gottsbüren) erbaut. Das Gehäuse ist vermutlich älter. Das Instrument hat zwölf Register, verteilt auf ein Manualwerk und das Pedal.
| Manualwerk C–c3 |               |    |
| 1.              | Gedackt       | 8′ |
| 2.              | Flöte         | 8′ |
| 3.              | Quintade      | 8′ |
| 4.              | Oktav         | 4′ |
| 5.              | Flöte gedackt | 4′ |
| 6.              | Quinte        | 3′ |
| 7.              | Octav         | 2′ |
| 8.              | Mixtur III    |    |

| Pedal C–c1 |           |     |
| 9.         | Subbass   | 16′ |
| 10.        | Octavbass | 8′  |
| 11.        | Octav     | 4′  |
| 12.        | Posaune   | 16′ |

- Koppeln:  Coppel (Pedalkoppel als Zug)